# آلي (بلدية)
آلي (بالإيطالية: Alì)‏ هي بلدية في مقاطعة ميسينا في صقلية الإيطالية.

## السكان
تطور النمو السكاني لـ آلي